# Мятеж сыновей Генриха II
Мяте́ж сынове́й Ге́нриха II — восстание англо-нормандской знати против английского короля Генриха II Плантагенета в 1173—1174 годах, которое возглавили трое его сыновей и жена, Алиенора Аквитанская.
Основной причиной недовольства сыновей Генриха II было то, что хотя король наделил сыновей титулами (старший — Генрих Молодой Король — был коронован как соправитель отца, а двое следующих, Ричард и Джеффри, получили титулы герцогов Аквитании и Бретани соответственно), эти титулы были лишь символическими, он намеревался продолжать лично управлять своими владениями и делиться властью с сыновьями не желал.
Восстание началось в марте 1173 года, когда Генрих Молодой Король, Ричард и Джеффри по совету матери, Алиеноры Аквитанской, прибыли ко двору французского короля Людовика VII, который встал на сторону принцев. Мятеж был поддержан как некоторыми вассалами Людовика, в том числе графами Фландрии и Булони, так и некоторыми вассалами самого Генриха II. Позже восстанием воспользовался король Шотландии Вильгельм I Лев, чтобы вторгнуться в Англию и попытаться захватить Нортумберленд. Мятеж продолжался до 1174 года и закончился победой Генриха II, причём король Шотландии и ряд представителей англо-нормандской знати попали в плен. Сыновья короля были вынуждены примириться с отцом, а Вильгельм I Лев по итогам Фалезского договора признал себя вассалом английского короля и лишился ряда крепостей.

## Предыстория

Французские владения Генриха II Плантагенета

После смерти короля Стефана Блуаского в 1154 году согласно Уоллингфордскому договору, подписанием которого завершилась многолетняя Гражданская война, новым королём Англии стал Генрих II Плантагенет, объединивший под своей властью огромные владения не только в Англии, но и во Франции: в его руках находились Нормандия, Анжу, Мэн, Турень, а также владения его жены Алиеноры Аквитанской — герцогства Аквитания и Гасконь.
В 1170 году Генрих серьёзно заболел. Поскольку он полагал, что дни его сочтены, то составил завещание о разделе своих владений между четырьмя сыновьями. Согласно ему, королём становился старший из сыновей, Генрих, который должен был также унаследовать все отцовские владения во Франции (Нормандию, Анжу, Мэн и Турень). Следующий сын, Ричард, получал наследные владения матери — Аквитанию и Гасконь. Третий сын, Джеффри, получал Бретань — наследство своей невесты, Констанции Бретонской. Только младший из сыновей, Иоанн (Джон), оказался обделён: он не получил никаких владений, хотя ему было обещано графство Мортен. 14 июля Генрих Младший, получивший позже прозвище «Молодой Король», был миропомазан и провозглашён королём. Желая обеспечить безболезненный переход короны сыну, Генрих II заставил всех баронов королевства, включая короля Шотландии Вильгельма I и его брата Давида Хантингдонского, принести клятву верности Генриху Молодому, в результате чего тот стал королём Англии, признанным знатью.
Однако Генрих II выздоровел. Хотя Генрих Молодой Король был коронован, Джеффри после смерти Конана Бретонского в 1171 году был признан герцогом Бретани, а Ричард 11 июля 1172 года — герцогом Аквитании, старый король считал все эти церемонии лишь символическими; он и дальше намеревался продолжать лично управлять своими владениями и делиться властью с сыновьями не желал. Подобное положение не устраивало Генриха Молодого. В итоге, вероятно, именно в 1170—1172 годах начало назревать восстание против Генриха II.

## Восстание

### Начало восстания

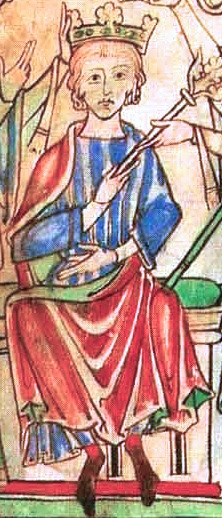
Генрих Молодой Король, наследник Генриха II. Фрагмент миниатюры из «Страниц Бекета». Первая половина XIII века

В начале 1173 года возник проект брака Джона, младшего из сыновей Генриха II, с Алисой Савойской, дочерью и вероятной наследницей Гумберта III Савойского. Согласно брачному договору английский король обещал передать Джону завоёванные в Ирландии владения, а также три замка в Анжу, которые изымались из владений, обещанных ранее Генриху Молодому. Условия соглашения были объявлены на собрании королевского двора в Лиможе. Однако Генрих Младший, которому к тому моменту исполнилось 18 лет, наотрез отказался уступать брату часть своего наследства.
Как сообщает хронист Вильям Ньюбургский, Генриху Младшему некоторые люди нашёптывали, что он имеет право быть не просто соправителем, но и единовластным правителем, поскольку его коронация должна была положить конец правлению его отца. В итоге, как пишет Роберт из Ториньи, «по совету короля французского и по совету графов и баронов Англии и Нормандии, которые ненавидели его отца», Генрих Молодой потребовал, чтобы отец наконец-то отдал ему владения, обещанные ранее, хозяином которых он считался уже несколько лет, чтобы самостоятельно управлять ими. Кроме того, Генрих Молодой был недоволен тем, что отец забрал у него несколько рыцарей, поскольку тот считал, что они дурно влияют на наследника. Примирить отца и сына так и не удалось.
«Душой» заговора, возникшего против Генриха II, была его жена, Алиенора Аквитанская. Между супругами уже давно разладились отношения, и с годами разрыв углублялся. Хотя граф Раймунд V Тулузский, который только что принёс вассальную присягу Генриху II, предупредил своего сюзерена о том, что его жена и сыновья «замышляют против него», английский король явно недооценил недовольство своей родни. Он решил сосредоточиться на старшем сыне.
28 февраля совет в Лиможе был распущен, и Генрих II, захватив сына, двинулся в Нормандию. При этом Алиенора и Ричард остались в Аквитании, поскольку король явно их не опасался. 5 марта Генрих II добрался до Шинона, где ночью Генрих Молодой вместе с несколькими своими людьми смог сбежать от отца. 8 марта он прибыл во владения французского короля Людовика VII и встретился с ним в Шартре.
Вильям Ньюбургский сообщает, что король Франции занял недвусмысленную позицию: в его глазах королём Англии был его зять, Генрих Молодой. Кроме того, при дворе Людовика VII собралось несколько вассалов (графы Филипп Фландрский, Матье Булонский и Тибо V Блуаский), которые обещали поддержать претензии сына против отца. В ответ Генрих Молодой обещал не заключать с отцом мира без согласия союзников. Алиенора Аквитанская стала на сторону сына, под её влиянием на его сторону стали и двое братьев — Ричард, герцог Аквитании, и Жоффруа (Джеффри), герцог Бретонский. Ричард по совету матери отправился в Париж, где король Людовик посвятил его в рыцари и признал его законным герцогом Аквитании. Поскольку Генрих также принёс оммаж Людовику VII и как герцог Нормандии, то французский король считал себя сюзереном мятежных принцев.

### Нормандия и Бретань

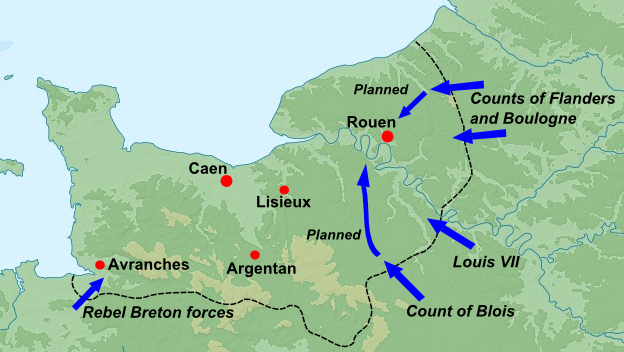
Восстание в Нормандии, 1173 год

Первоначально Генрих II не придал особого значения побегу сына. Он был в Руане, где, по сообщению Ральфа из Дицето, охотился. Однако, после того как его начали покидать рыцари, он осознал серьёзность восстания. Во второй половине июня Генрих II, вероятно, ненадолго отлучался в Англию, где советовался с главным юстициарием Ричардом де Люси.
В конце июня в Нормандию вторглась армия Филиппа Фландрского, осадив Омаль, правитель которого, Вильгельм Толстый, не был рьяным сторонником Генриха II и предпочёл сдаться. Через неделю к Филиппу и его брату, Матье Булонскому, присоединился Генрих Молодой с братьями. Их армия осадила замок Дринкур в Нёфшателе. Осада длилась две недели, во время неё Матье Булонский был тяжело ранен и умер вскоре после захвата замка. После этого граф Фландрии вернулся в свои владения. В это же время король Франции осадил Вернёй.
Поддержали восстание не только нормандские бароны, но и английские. Первыми оказались Роберт де Бомон, граф Лестер, сын покойного юстициария Генриха II, и камергер короля Гильом II де Танкарвиль, которые отпросились у юстициария, но, прибыв в Нормандию, сразу отправились к Генриху Молодому. Узнав о случившемся, Генрих II приказал конфисковать владения отступников, их имущество распродать, а также наложить штрафы на их людей.
В июле Генрих II был занят наведением своего порядка в Бретани. Собрав местных баронов, король потребовал от них клятву верности, чтобы обезопасить себя от их измены. Однако отказался приехать Рауль Фужерский, который стал восстанавливать замок, срытый ранее по приказу Генриха II. К нему присоединился Гуго де Кевильок, граф Честер, возвращавшийся из паломничества к монастырю святого Иоанна в Компостеле. Используя своё влияние в северо-восточных бретонских марках, он стал подстрекать бретонцев к восстанию. Также к ним присоединился Аскульф Сент-Илер, один из бывших рыцарей Молодого Короля, которого ранее выгнали по приказу Генриха II. Против мятежников английский король послал брабантских наёмников, чтобы они опустошили владения Рауля Фужерского. Генриху II удалось рассеять армию мятежников, но не уничтожить её — Рауль Фужерский и его союзники смогли ускользнуть от королевских войск.
После этого Генрих II, узнав, что жители осаждаемого армией французского короля города Вернёй обещали сдать его, если до 9 августа не получат помощи от английского короля, отправился в Нормандию. Чтобы противостоять угрозе, Генрих II, кроме англичан и нормандцев, нанял более 10 тысяч наёмников. 6 августа он был в Конше, а 8 августа двинулся к расположенному на полпути к Вернёю замку Бретёй, принадлежавшему графу Лестеру. Узнав о приближении английского короля, владелец замка оставил крепость и бежал к графу Фландрии.
Подойдя к городу, Генрих II начал выстраивать свою армию для битвы с армией Людовика, но напасть не успел: к нему прибыли посланцы от французского короля, предложив заключить перемирие на следующий день и в дальнейшем начать переговоры о мире. Английский король согласился встретиться с Людовиком VII и на следующий день вернулся в Бретёй, однако французский король остался около Вернёя. Он дождался окончания срока перемирия, разграбил и поджёг городские предместья, после чего отступил, уведя ряд жителей в плен. Генрих II направился следом; хотя его воинам удалось захватить или убить некоторых французов, основная армия ушла. Вернувшись в Вернёй, английский король велел восстановить его стены, на следующий день захватил расположенный недалеко от Бретёя замок Дамвиль, после чего вернулся с армией в Руан.
Воспользовавшись тем, что Генрих II был занят в Нормандии, Рауль Фужерский, подкупивший управляющих замками Комбург и Доль, стал использовать их в качестве базы, разоряя окрестности. Узнав о новой вспышке восстания в Бретани, Генрих II в августе вновь послал против мятежников брабантских наёмников. Им удалось разбить бретонцев, а Рауль Фужерский и Гуго Честерский с шестьюдесятью рыцарями укрылись в замке Доль, который 20 августа был осаждён. 23 августа Генрих II лично прибыл к замку, чтобы руководить осадой. В итоге 26 августа восставшие были вынуждены сдаться под обещание сохранения жизни. Генрих II обошёлся с ними достаточно мягко. Гуго был отправлен в заключение в Фалез, Рауль Фужерский оставил королю в заложники двух сыновей, но вскоре бежал, за что король приказал срыть замки Рауля и разорить его владения.
После этого мятеж в Бретани был подавлен; 8 сентября Генрих II прибыл в Ле-Ман, а через неделю вернулся в Нормандию, где к нему прибыли послы Людовика VII, который вновь попросил встретиться, чтобы обсудить условия мира. Встреча двух королей состоялась 25 сентября в Жизоре. В составе свиты французского короля были трое сыновей Генриха II — Генрих Молодой, Ричард и Джеффри. Английский король приложил немалые усилия, чтобы перетянуть мятежных сыновей на свою сторону: Генриху была обещана половина английских доходов и 4 замка, а на случай, если он решит жить в Нормандии, — половина доходов герцогства и 3 замка; Ричарду была обещана половина доходов Аквитании и 4 замка; Джеффри, которому было уже 15 лет, была обещана Бретань, если он сможет получить папское разрешение на брак с Констанцией, наследницей герцогства. Однако управление землями и реальную власть в них он оставлял себе, что не устроило принцев, отвергших условия соглашения.
При этом Генрих II понял, что одной из вдохновительниц мятежа была его жена. Он потребовал от неё вернуться к мужу, но она отказалась, попытавшись поднять мятеж в своих владениях, её поддержали многие сеньоры Пуату и Ангумуа. В ноябре 1173 года Генрих выступил вместе с армией наёмников против жены. Алиенора попыталась бежать к королю Франции, но её схватили и отправили к мужу, который поместил её под охрану.

### Англия

Англия в XI—XIII веках

Когда в Англии узнали об измене графа Лестера, главный юстициарий Ричард де Люси собрал армию и 3 июля 1173 года осадил Лестер. Осада города продолжалась до 28 июля, пока город не был подожжён, после чего его жители были вынуждены сдаться. Для компенсации трат на войну юстициарий наложил на королевские земли пошлину, собрав в итоге около 2,5 тысяч фунтов.
В конце лета в Нортумберленд вторгся шотландский король Вильгельм I Лев. Точно не установлено, было ли это связано с мятежом сыновей Генриха II; возможно, что Вильгельм просто решил воспользоваться ситуацией, захватив часть Англии для себя. Епископ Дарема Гуго де Пюизе, который не особо любил английского короля, разрешил армии шотландского короля беспрепятственно пройти через свои владения. Добравшись до Йоркшира, шотландцы начали опустошать его. Для ликвидации угрозы юстициарий Ричард де Люси и констебль Англии Хамфри де Богун собрали армию и двинулись в Йоркшир. Узнав о приближении англичан, Вильгельм отступил, его преследовали до Лотиана. Английская армия сожгла Берик и опустошила его окрестности, после чего шотландский король попросил о перемирии, которое командующие английской армии приняли, поскольку узнали о вторжении в Восточную Англию.
Вторгшимися командовал Роберт, граф Лестер, которого сопровождали жена Петронилла де Гранмесниль и ряд французских и нормандских рыцарей; также во Фландрии с помощью графа Филиппа он набрал фландрских и голландских наёмников. 26 сентября его армия высадилась на побережье Англии в Оруэлле (Саффолк). В замке Фрамлингем к ним присоединился Гуго Биго, граф Норфолк, также набравший для обороны своих владений фламандских наёмников. 13 октября они осадили замок Хогли, который через 4 дня был захвачен и сожжён, а 30 рыцарей, защищавших его, взяты в плен для получения выкупа. Однако дальше дорогу на Бери-Сент-Эдмундс преградила армия сторонников короля, в результате мятежники были вынуждены вернуться во Фрамлингем.
Во Фрамлингеме между графами Лестера и Норфолка и, вероятно, их жёнами произошла ссора. Пребывание графа и графини Лестер в замке, по сообщению хрониста Ральфа из Дицето, оказалось для графа и графини Норфолк обременительным. Графа Норфолка, который был полным хозяином в Восточной Англии, текущее положение устраивало, хотя ему и хотелось, чтобы вернулись «добрые старые времена короля Стефана». В итоге граф Лестер с женой решили отправиться к замку Лестер, чтобы спасти осаждённых там рыцарей.
Навстречу графу Лестеру к Бери-Сент-Эдмундсу из Лотиана выступила армия под командованием Хамфри де Богуна, к нему присоединились графы Реджинальд Корнуолльский (дядя Генриха II), Уильям Глостер и Уильям Арундел. Чтобы обойти их армию, граф Лестер повернул на север, но сторонники короля двинулись за ними.
17 октября около Форнема Святой Женевьевы (несколько миль севернее Бери-Сент-Эдмундса) они встретились. Армия Богуна изначально насчитывала 300 человек, но к ним присоединились воины и крестьяне из Восточной Англии. В результате завязавшейся битвы фламандские наёмники Лестера были разгромлены, а затем убиты местным населением, а граф Лестер, его жена и их рыцари были захвачены в плен. Графиня Петронилла пыталась бежать, но упала в канаву и чуть не утонула, потеряв при этом свои кольца. Пленников отправили в Фалез, где уже содержался граф Честер.
Далее Хамфри де Богун выступил против графа Норфолка, разместив свою армию в Бери-Сент-Эдмундсе, Ипсвиче и Колчестере. У его противника было столько наёмников, что атаковать напрямую констебль не решился, решив осадить замок, чтобы взять противника измором. Однако граф Норфолк сумел выскользнуть из ловушки: он подкупил нескольких английских баронов, добившись перемирия; кроме того, по его условиям наёмников пропустили через Эссекс и Кент в Дувр, где им предоставили корабли для отплытия во Фландрию.
Разгром графа Лестера в Англии больно ударил по Людовику VII и мятежным принцам. Воспользовавшись тем, что его противники находятся в замешательстве, Генрих II 11 ноября с брабантскими наёмниками отправился в Турень, где подавил восстание. После этого он вернулся в Нормандию, где встретил Рождество в Кане.

### Вторжение короля Шотландии и графа Фландрии
В середине января истекало перемирие с королём Шотландии. Епископ Дарема Гуго проявил инициативу и договорился о его продлении, пообещав 300 марок, которые он намеревался выделить из доходов нортумберлендских баронов. Также он укрепил замок в Дареме и построил новый замок в Норталлертоне. Перемирием воспользовался также Роджер де Моубрей, один из могущественных баронов в Северной Англии, имевший множество владений в Йоркшире, Уорикшире и Лестершире. Он начал укреплять свои замки Тирск и Керби Малзерд в Йоркшире, отправив туда дополнительный гарнизон; они преграждали путь не только шотландцам с севера, но и англичанам с юга, а также обеспечивали потенциальную связь между шотландцами и восставшими англичанами в Средней Англии. Кроме того, он построил замок Киннардферри на небольшом острове Аксхольм на реке Трент в Линкольншире. Хотя ни епископ, ни Моубрей открыто не заключали никаких договоров с шотландским королём, они явно преследовали свои интересы.
После окончания срока перемирия Вильгельм I Лев потребовал обещанные ему 300 марок; не получив их, он в апреле вновь вторгся в Нортумберленд, а своего брата Давида Хантингдонского отправил в Лестер, жителей которого призвал присоединиться к нему. Сам он осадил замок Уорк на Твиде, обороняемый Робертом III де Стeтвилем, однако вскоре понял, что взять его будет непросто, и снял осаду. Далее он осадил Карлайл, однако и тот был серьёзно укреплён. Оставив часть армии держать осаду, Вильгельм отправился в Уэстморленд, где захватил замки Эпплби и Бро, в которых были маленькие гарнизоны. Далее король Шотландии вернулся в Нортумберленд, где захватил Уоркуэрт, после чего вновь оказался около Карлайла. В это время обороняющиеся уже страдали от голода, поэтому командир гарнизона, Роберт Вос, попросил перемирия, обещая, если до Михайлова дня Генрих II не пришлёт подмогу, сдать город. Вильгельм перемирие предоставил, взял заложников и двинулся дальше. Он не рискнул осаждать очень хорошо укреплённый Ньюкасл-апон-Тайн, осадив другой замок, Прадо, в 11 милях вверх по Тайну. Кастелян замка, Одинел II де Умфравиль, узнав о приближении шотландцев, поскакал в Йорк, где сообщил шерифу Йоркшира Роберту де Стутвилю об угрозе. Роберт немедленно собрал ополчение и двинулся к Прадо. Узнав о приближающейся армии, шотландский король снял осаду и отступил на север. Решив, что он достаточно оторвался от англичан, он осадил замок Алник, гарнизон которого был незначителен, отправив большую часть своих людей разорять окрестности. Вероятно, это было в начале июля.
В это же время Джеффри, незаконнорождённый сын Генриха II, который в этом году был избран епископом Линкольна, решил принять меры против Роджера де Моубрея. Когда тот присоединился к шотландскому королю, оставив замок Киннардферри под управлением своего младшего сына Роберта, епископ Джеффри собрал армию и 5 мая осадил замок. Роберт попытался бежать, но его схватили. Замок был захвачен, и епископ велел его срыть. Далее Джеффри двинулся в Йорк, предложив помощь архиепископу Йоркскому Роджеру. Объединив свои силы, они осадили Керби Малзерд, другой замок Моубрея, который был захвачен через несколько дней. Замок был передан архиепископу, также епископ Линкольна укрепил замок Топклиф, располагавшийся неподалёку от замка Тирск, остававшегося в руках Моубрея, что обеспечило защиту дороги на север.
Ещё одной базой восставших оставался Лестер. Хотя сам город и был сожжён в 1173 году, однако замок продолжал удерживать гарнизон, которым управляли констебль Аскетиль Мэллори и Уильям де Феррерс, 3-й граф Дерби. 19 мая 1174 года Мэллори во главе с рыцарями из Лестера предприняли вылазку в Нортгемптон, где разбили отряд шерифа Нортгемптоншира. С захваченными пленниками Мэллори вернулся в Лестер. Месяц спустя Уильям де Феррерс сделал новую вылазку и захватил замок Ноттингем. Город был разграблен и сожжён, после чего Роберт с добычей и пленниками вернулся в Лестер. Теперь Мэллори и Феррерс фактически из Лестера контролировали Центральную Англию, а юстициарий Англии Ричард де Люси ничего с ними не мог поделать. Однако он около 24 июня двинулся к Хантингдону, где находился Давид, брат Вильгельма I Шотландского. Чтобы осложнить жизнь осаждавшим, принц предпринял вылазку и сжёг город, но юстициарий велел построить перед воротами замка деревянную башню, заперев, таким образом, гарнизон, после чего отправился в Лондон, где вспыхнули беспорядки.
Генрих II в это время оставался во Франции, путешествуя по своим владениям. Во время празднования Троицы он был в Пуатье, где узнал о том, что его сын Ричард захватил Сент, после чего со своими людьми отбил город. На Иванов день он решил созвать в Бонвиле нормандских баронов и епископов.
Во время Пасхи король Франции провёл совет, на котором граф Фландрии Филипп поклялся вторгнуться в Англию и завоевать её для Молодого Короля. Некоторые французские дворяне, в числе которых был граф Тибо V де Блуа, поклялись сопровождать Филиппа, другие обещали вторгнуться в Нормандию и захватить Руан. Об этих планах достаточно быстро стало известно Генриху II, так что он озаботился обороной Нормандии.
Вторжение в Англию началось 15 мая, когда отряд из 318 фламандских рыцарей высадился в устье реки Оруэлл. 19 июня истекал срок перемирия, которое заключил граф Норфолк, поэтому он разместил графа Фландрии и его людей в замках Банги и Фрамлингем. 18 июня граф Норфолк с фламандцами двинулся к укреплённому замку Норидж, который достаточно легко смогли захватить, забрав оттуда богатую добычу.

### Подавление мятежа
Юстициарий Ричард де Люси постоянно отправлял Генриху II гонцов, чтобы сообщать о происходящем; не получая никакого ответа, он послал в Нормандию недавно избранного епископом Уинчестерским Ричарда Илчестерского, который 24 июня прибыл в Бонвиль. Хотя король и получил тревожные известия, однако он продолжал оставаться в Нормандии, раздавая далее инструкции своим баронам. Действовать он начал только около 6 июля, когда до него дошли известия о том, что Молодой Король и граф Фландрии находятся с большой армией в Гравелине, ожидая попутного ветра.
8 июля утром он отплыл из Барфлёра, вместе с ним были малолетний сын Джон, его жена Алиенора, которая уже давно находилась под строгим присмотром, жена Молодого Короля и три принцессы, помолвленные с его другими сыновьями, а также закованные в цепи пленники, которые ранее содержались в Фалезе. Также в Англию из Уистреама отплыли брабантские наёмники. Хотя ветер был встречным, король приказал поднять паруса. Вечером корабли добрались до Портсмута. Королеву по его приказу отправили в Солсбери, принцесс — в Девайзес, самых опасных из пленников — в Портчестер, менее опасных — в Уинчестер.
Поскольку Генрих II был уверен, что мятеж — это кара за смерть святого Томаса Бекета, архиепископа Кентерберийского, которой он поспособствовал, то 12 июля он отправился в Кентербери, где лёг перед могилой Бекета, а епископ Лондона от лица короля заявил, что тот не приказывал убивать архиепископа. Епископы отпустили ему грехи, и 13 июля он вернулся в Лондон.
Утром того же дня, 13 июля, йоркширское войско, которое собрал Одинел де Умфравиль, решило выступить из Прадо, куда они подошли уже после отступления Вильгельма I Шотландского. несмотря на то, что у них было всего 400 всадников, а у Вильгельма, по слухам, более 800 бойцов, они двинулись в погоню. До вечера они преодолели 24 мили, и тут на них опустился туман. Несмотря это, они продолжили путь и неожиданно увидели Алник, под стенами которого король Вильгельм и около 60 рыцарей устроили турнир, не подозревая об англичанах. Король появившихся всадников сначала принял за своих; только когда они развернули знамёна, шотландцы осознали, кто перед ними. После краткой схватки у Вильгельма убили коня, который, упав, придавил его, после чего король сдался в плен Ранульфу де Гленвилю. Пленного короля отправили в Ричмонд, Роджер де Моубрей бежал в Шотландию, шотландцы, узнавшие о случившемся, также отправились за Твид. В результате мятеж на севере практически угас.
Поскольку битва с шотландцами произошла в тот момент, когда Генрих II совершал епитимью в Кентербери, то он уверовал, что этим чудом он обязан святому Томасу Бекету, которого с этого момента считал своим покровителем.
После того как Генрих узнал о победе под Алником, он отправился к осаждённому Хантингдону. На помощь к нему поспешил его сын, епископ Джеффри, который привёл с собой 700 рыцарей. По этому поводу король сказал, что Джеффри оказался «самым верным и законным сыном». Король лично возглавил осаду, и 21 июля осаждённые в Хантингдоне сдались. Далее он отправился в Восточную Англию, где укрепился Гуго Биго, граф Норфолк, у которого были в подчинении 500 рыцарей и фламандские наёмники. Его армия прибыла в Сайлхем на реке Уэвени, где он начал готовиться к осаде замков графа Норфолка. Однако поражение шотландского короля сильно ослабило у Биго желание воевать, поэтому он послал Генриху II предложение о мире. Условия, выдвинутые королём, были достаточно мягкими, поэтому 25 июля граф Норфолк сдался, вновь принёс оммаж королю, вернул ему всех пленников и выплатил штраф в тысячу марок. Фламандские наёмники были отпущены после клятвы не возвращаться в Англию. Рыцарям же Молодого Короля было позволено вернуться во Францию.
31 июля Генрих II в Нортгемптоне провёл королевский совет, на котором собрались решить судьбу некоторых мятежников. Шотландского короля оставили в заключении. Епископу Дарема, который хотя и не присоединился к мятежникам, но при этом не предпринял никаких усилий для помощи королю, было велено отдать замки Дарем и Норталлертон. Мятежные бароны также отделались достаточно легко: Роджер де Моубрей, который вернулся из Шотландии, отдал замок Тиск, свои замки отдал и Роберт де Феррерс, а Аншетиль де Мэллори сдал Лестер.
За время отсутствия Генриха II в Нормандии Молодой Король и граф Фландрии, осознав, что их вторжение в Англию проваливается, присоединились к Людовику VII Французскому и 22 июля осадили Руан. 8 августа английский король отплыл из Портсмута в Нормандию, взяв с собой брабантских наёмников и тысячу валлийцев. Также он не рискнул оставлять пленников, в числе которых были шотландский король и графы Честер и Лестер. Прибыв в Барфлёр, он выступил к Руану, где 10 августа французский король объявил перемирие. Жители города согласились и устроили праздник, а находившиеся в городе рыцари даже устроили турнир. Граф Фландрии, видя это, предложил Людовику VII воспользоваться празднованием и незаметно овладеть городом. Французский король сначала отказался, не желая нарушать перемирие, но его убедили, после чего французы стали готовиться к штурму.
Подозрительное поведение врагов случайно заметили несколько священников, которые забрались на колокольню полюбоваться окрестностями, и стали бить в колокол. Рыцари, услышав его, бросились в город и успели захлопнуть ворота, прежде чем до них добрались французы, после чего сбросили со стен тех, кто успел залезть по лестницам. На следующий день к Руану подошла армия Генриха II. Утром 12 августа валлийцы напали в лесу на французский обоз с едой и вином и захватили его; телеги были разбиты, а вино вылито. Англичане в это время засыпали вырытый французами ров, чтобы можно было добраться до их лагеря. Увидев английскую армию, Людовик VII приказал сжечь все осадные машины, а рыцарям готовиться к бою. В завязавшейся схватке некоторые французские рыцари попали в плен, некоторые были ранены. В числе получивших тяжёлую рану был и брат французского короля, Пьер I де Куртене.
Утром 13 августа Людовик VII отправил предложение о перемирии, обещая, что если ему будет дозволено отвести войска, то он на следующий день лично явится к Генриху II. Английский король согласился, французам дали пройти и разбить шатры, однако под покровом ночи они бежали в королевский домен. Позже удалось договориться о мирных переговорах 8 сентября в Жизоре, но они окончились безрезультатно, удалось договориться только о продлении перемирия до Михайлова дня.
Пока шли переговоры, Ричард, второй сын Генриха II, воевал в Пуату, захватывая отцовские замки, желая получить реальную власть в Аквитании. Узнав об этом, английский король обязал французского монарха во время действия перемирия не оказывать никакой помощи самому, а также препятствовать оказанию помощи Молодым Королём. Когда Генрих II повёл наёмников в Пуату, то противостоять этой армии Ричард не мог. Не рискуя вступать в битву, он постоянно перемещался. Однако после того как Ричард узнал об условиях перемирия с Людовиком VII, он явился к отцу, моля его о прощении, после чего война в Пуату была закончена. Также король посоветовал сыну отправиться к старшему брату и французскому королю, чтобы сообщить о том, что он больше не участвует в мятеже.

## Итоги
29 сентября в Монлуи (между Туром и Амбуазом) состоялась встреча Генриха II и его мятежных сыновей, на которой были согласованы условия мира. По ним было решено, что Генрих, Ричард и Джеффри «возвращаются к своему отцу и будут служить ему, как своему господину, свободные от всех клятв и договорённостей, которые они дали друг другу или иным людям, против него или его людей». Все враги получали прощение, хотя в их число не попали король Шотландии, графы Лестер и Честер, Ральф де Фужер и ранее предоставленные ими Генриху II заложники. В ответ Генрих II обещал сыновьям владения и обещал, что они будут править в них самостоятельно. Генрих получал два нормандских замка по своему выбору и доход в 3750 фунтов в год, Ричард — два замка в Пуату и половину доходов от графства, Джеффри — половину доходов Констанции Бретонской, а после свадьбы — все доходы. При этом Молодой Король согласился с долей, которую по решению отца должен был получить младший из братьев, Джон, причём эта доля составляла уже не 3 замка, которые были обещаны ранее, а 2 замка в Нормандии и 250 фунтов доходов от герцогства, замок в Анжу и 250 фунтов из доходов от графства, по замку в Турени и Мэне; кроме того, ему была обещана тысяча фунтов в год из доходов от королевских замков Ноттингем и Мальборо. Ричард и Джеффри принесли оммаж отцу, а у Генриха он оммаж принимать не стал, ибо тот уже считался королём.
Король Шотландии Вильгельм I, который находился в заключении в Фалезе, в начале декабря по совету своих людей, которым дозволялось его посещать, признал над собой власть Генриха II. По итогам Фалезского договора он признавал себя вассалом короля Англии, а также передавал ему замки Роксбург, Берик, Джедбург, Эдинбург и Стерлинг. Договор ратифицировали 8 декабря в Валонье, 11 декабря шотландский король передал английскому заложников, включая своего брата Давида, после чего получил свободу. После этого были отпущены и графы Лестер и Честер, которым были возвращены их владения.
Решение сыновей Генриха II о примирении с отцом было вынужденным. Генрих Молодой Король в 1182 году вновь бросил вызов отцу, бежав ко двору нового французского короля Филиппа II Августа. Он умер 11 июня 1183 года, так и не став правящим королём. Его брат Джеффри умер в 1186 году. Алиенора Аквитанская пробыла в заключении до смерти мужа в 1189 году, когда ставший королём Ричард, старший из оставшихся в живых сыновей Генриха II, велел её освободить.